# 2010 en Allemagne
Chronologie de l’Allemagne
- 2006
- 2007
- 2008
- 2009
- 2010
- 2011
- 2012
- 2013
- 2014

Cet article traite des événements qui se sont produits durant l'année 2010 en Allemagne.

## Gouvernements

### Niveau fédéral
- Président :
  - Horst Köhler jusqu'au 31 mai
  - Jens Böhrnsen du 31 mai au 30 juin

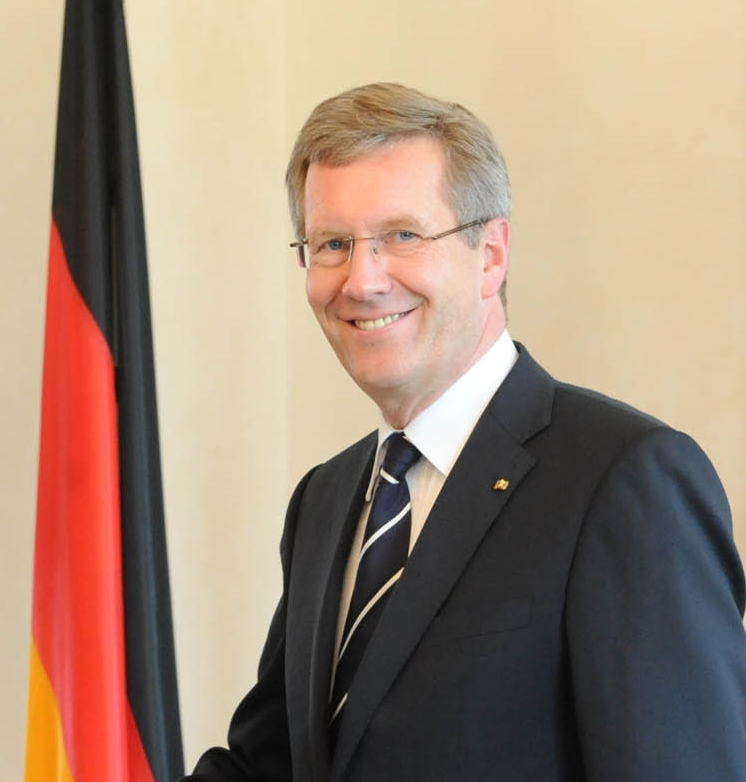
Christian Wulff en 2010

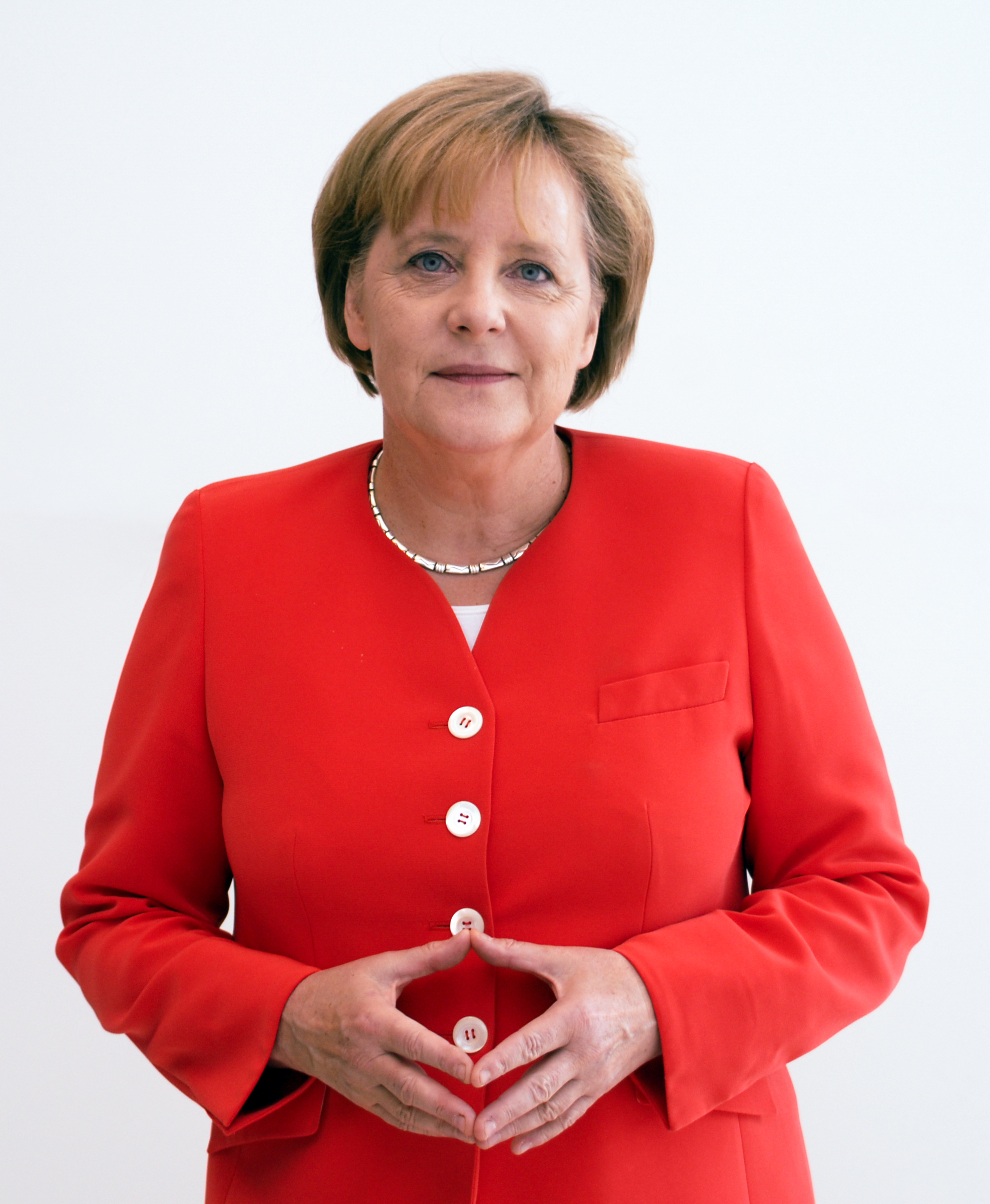
Angela Merkel en 2010

  - Christian Wulff à partir du 30 juin
- Chancelier : Angela Merkel

## Événements

### Janvier
- 16 janvier : le gouvernement allemand demande à ses citoyens d'arrêter d'utiliser le navigateur web Internet Explorer de Microsoft afin de protéger leur propre sécurité
- 22 janvier : une cour de Nuremberg émet un mandat d'arrêt contre un ancien chef argentin, Jorge Rafael Videla, soupçonné d'avoir tuer un homme allemand

### Février
- 11–21 février : la Berlinale 2010, c'est-à-dire le 60e festival international du film de Berlin, se tient
- 12–28 février : l'Allemagne participe aux Jeux olympiques d'hiver de Vancouver. Elle y remporte 10 médailles d'or, 13 d'argent et 7 de bronze.

### Avril
- 4 avril : trois attentats à la voiture piégée frappent successivement les ambassades de l'Égypte, de l'Allemagne et de l'Iran au centre de la capitale irakienne, Bagdad, tuant au moins 30 personnes

### Mai

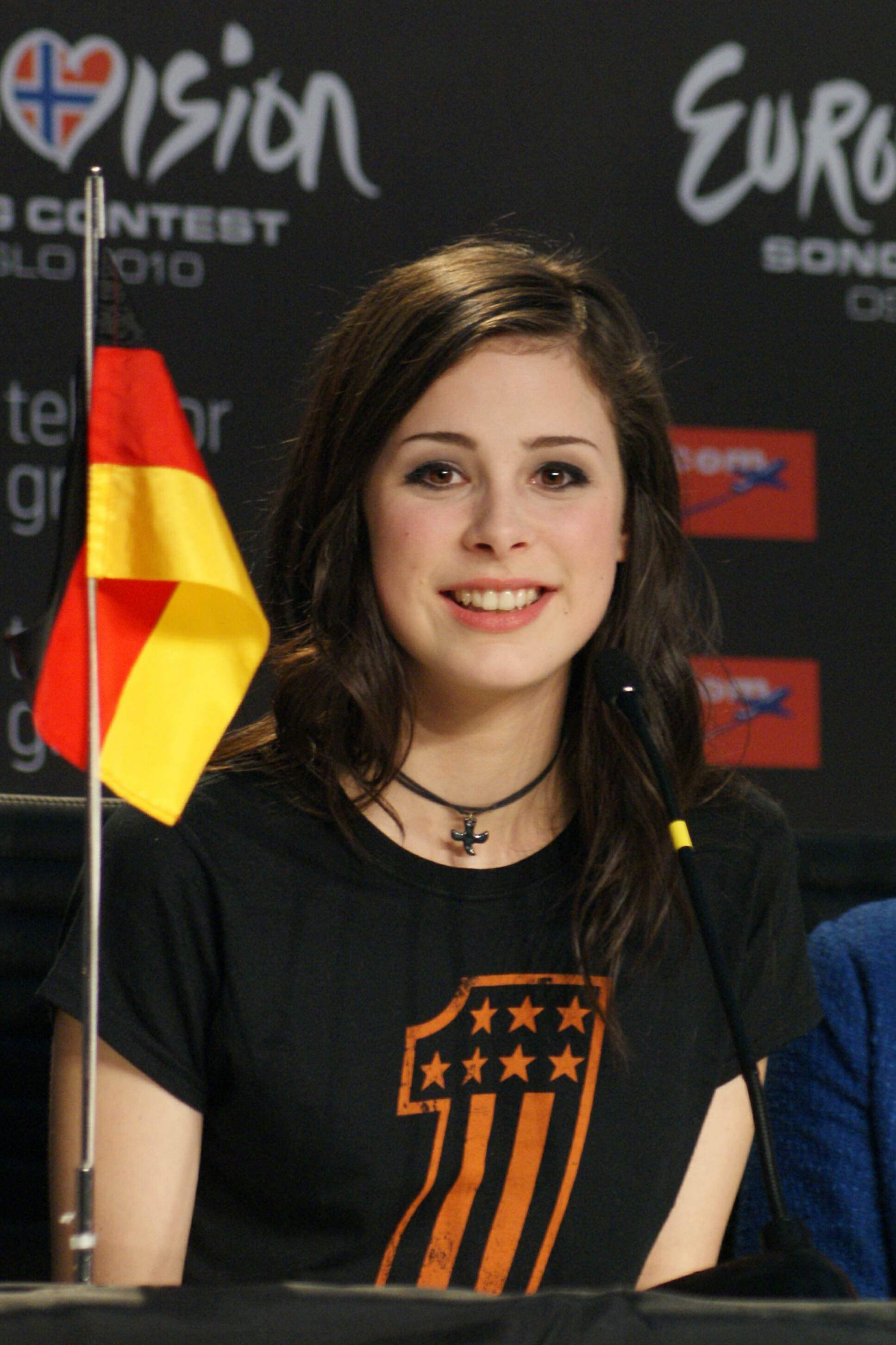
Lena remporte le Concours Eurovision de la chanson 2010.

- 29 mai : avec la chanson Satellite, l'allemande Lena remporte le Concours Eurovision de la chanson 2010, la première victoire de l'Allemagne depuis 1982

### Juin
- 3 juin : Christian Wulff est nommé pour être le président de l'Allemagne par la chancelière Angela Merkel
- 25 juin : le satellite allemand TanDEM-X, qui a pour but de créer la carte en trois dimensions de la surface de la Terre la plus précise, a obtenu ses premières images

### Juillet

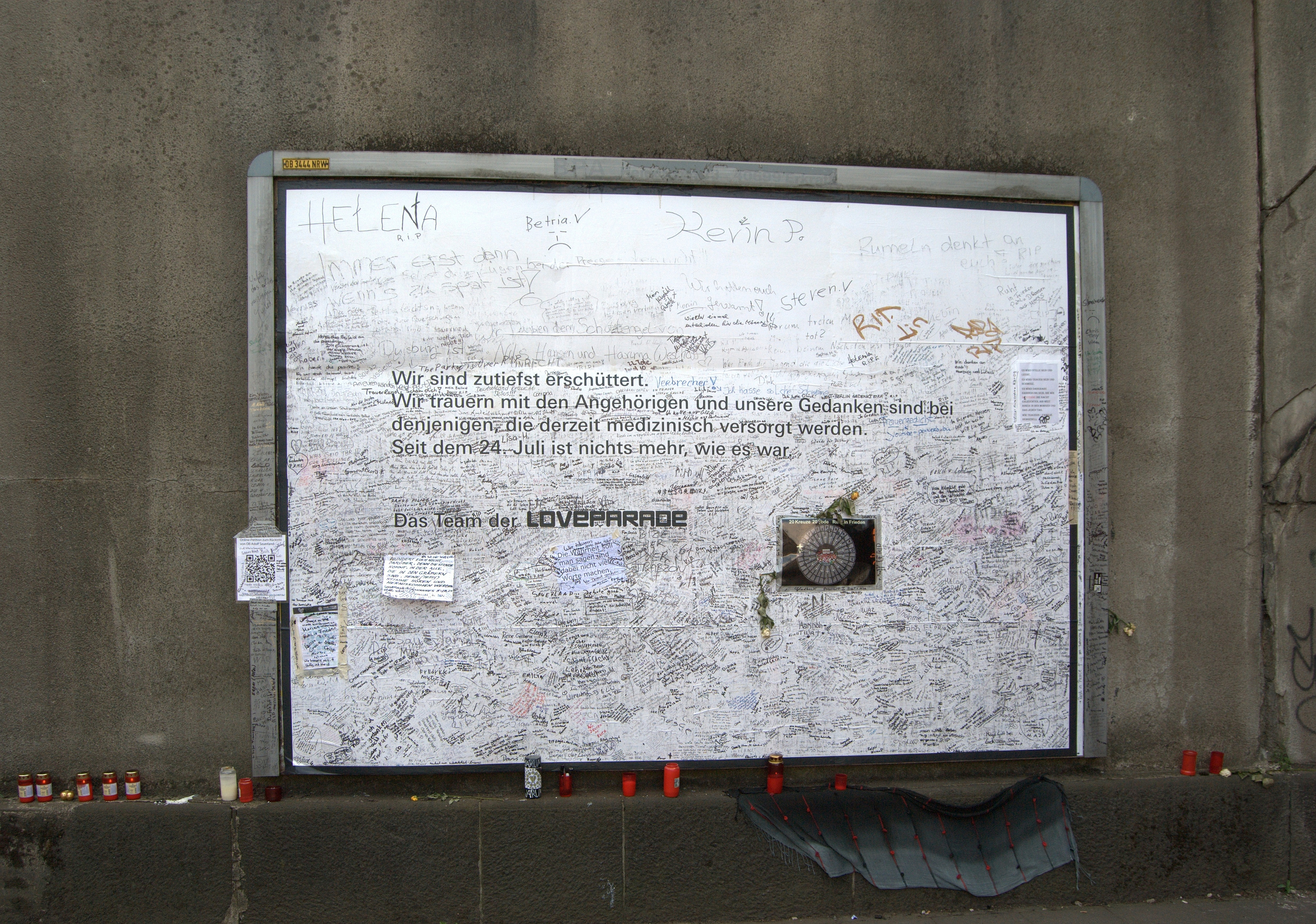
Panneau de condoléances apposé par les organisateurs de la Love Parade de Duisbourg à l'entrée du tunnel de la rue Karl Lehr, à la suite du drame du 24 juillet

- 4 juillet : dans un référendum, les électeurs du Land de Bavière votent pour bannir le fumage dans tous les pubs et restaurants
- 12 juillet : au moins huit personnes sont blessées après qu'une tornade frappe l'île allemande Duene dans la mer du Nord
- 24 juillet : lors du Love Parade à Duisbourg, 340 personnes sont blessées et 21 trouvent la mort lors de mouvements de foules dans un tunnel menant au lieu du festival. Ce fut la dernière édition de la Love Parade.

### Septembre
- 28 septembre : la dette de l'Allemagne de 22 milliards de livres sterling de la Première Guerre mondiale est finalement remboursée après plus de 90 ans

### Octobre
- 3 octobre : l'Allemagne célèbre 20 ans d'unification et le gouvernement paie ses dernières réparations de la Première Guerre mondiale
- 26 octobre : le nombre de gens sans emploi en Allemagne chute pour la première fois depuis 1991 sou les trois millions

## Décès

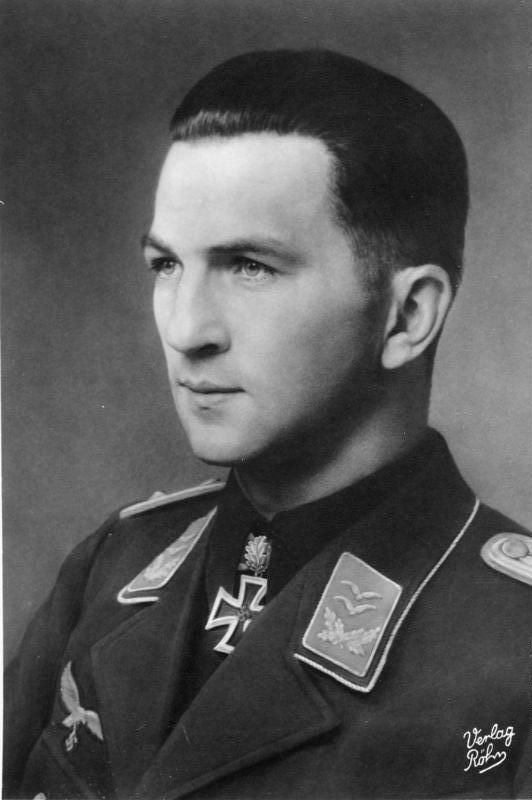
Wolfgang Schenck

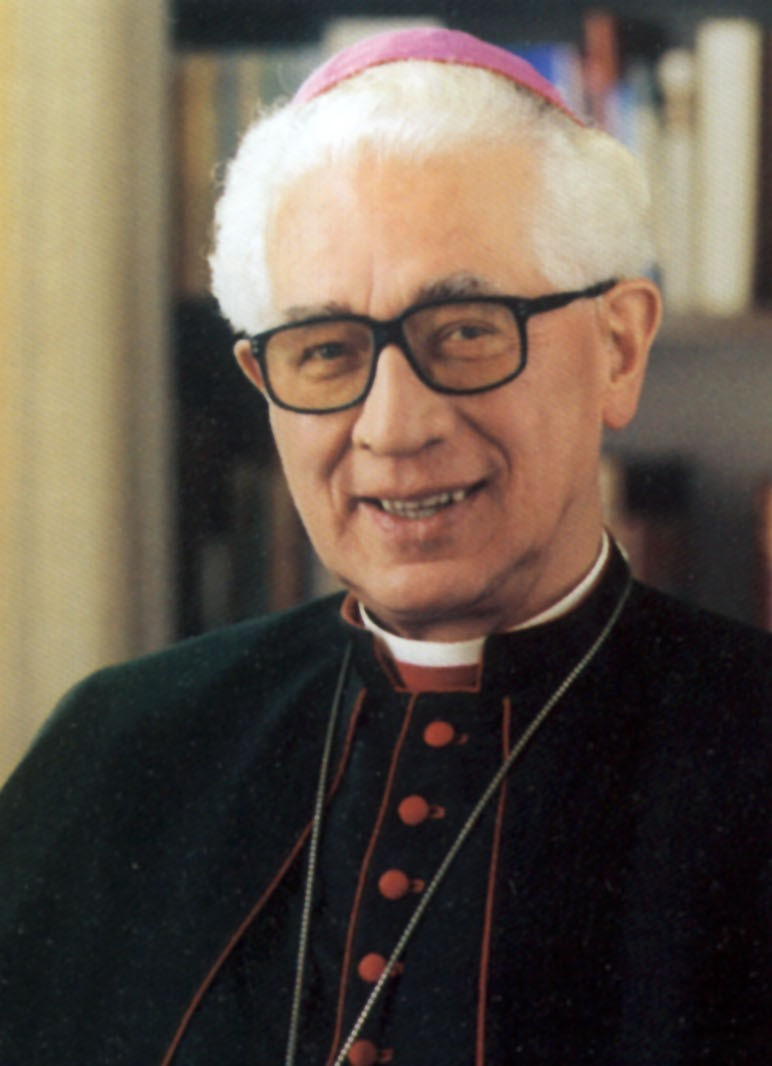
Josef Homeyer

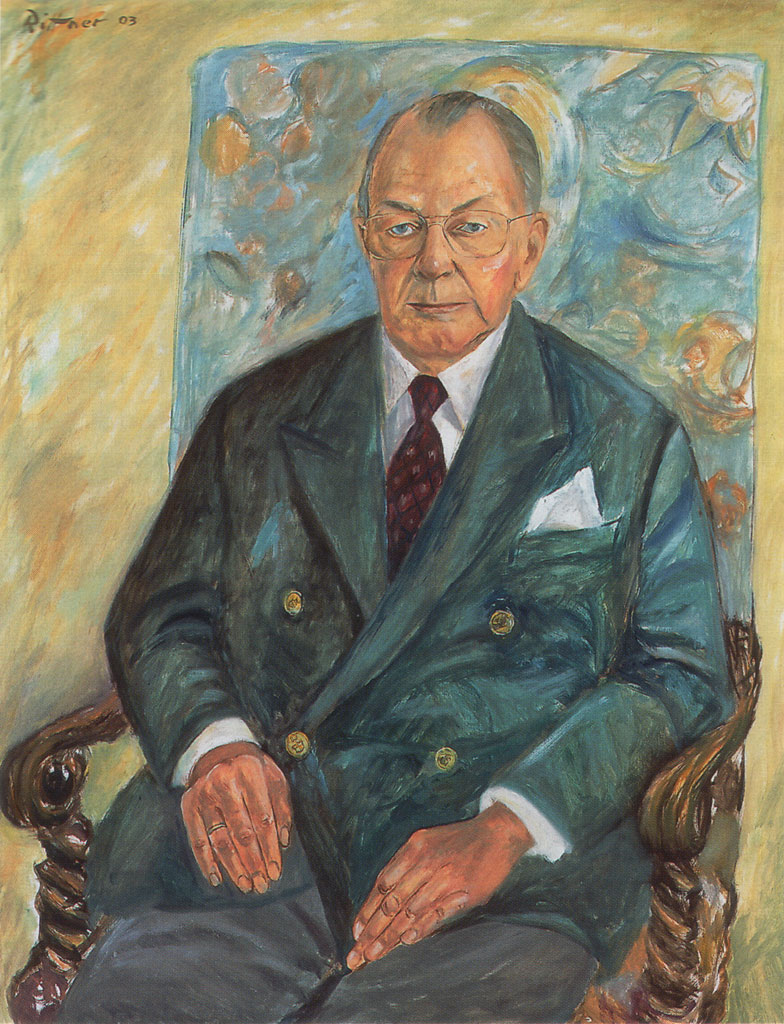
Le prince Frédéric Guillaume de Hohenzollern sur un portrait réalisé par en 2003

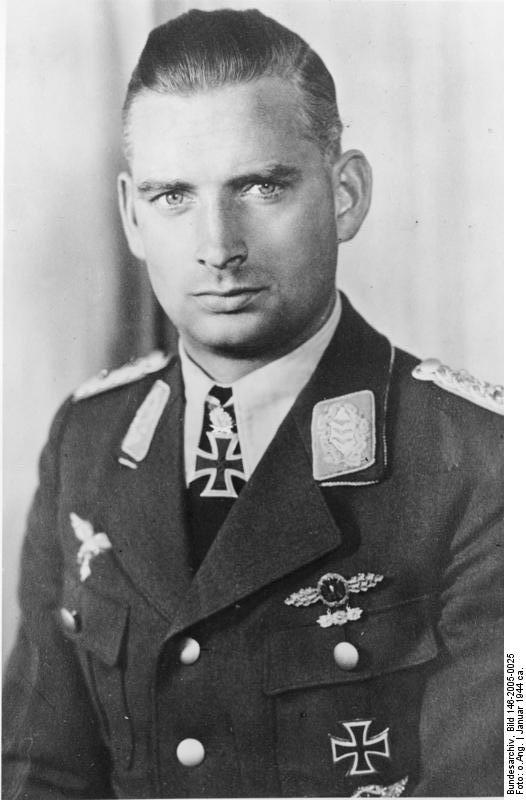
Hajo Herrmann

- 14 janvier : Petra Schürmann (née en 1933), une mannequin, actrice et présentatrice de télévision
- 18 février : Erwin Bachmann (en) (né en 1921), un obersturmführer de la Waffen-SS durant la Seconde Guerre mondiale décoré de la croix de chevalier de la croix de fer
- 23 février : Henri Salmide (né en 1919), un sous-officier de la Kriegsmarine durant la Seconde Guerre mondiale qui a empêché la destruction du port de Bordeaux
- 5 mars : Wolfgang Schenck (né en 1913), un oberstleutnant de la Luftwaffe de la Wehrmacht pendant la Seconde Guerre mondiale décoré de la croix de chevalier de la croix de fer avec feuilles de chêne
- 21 mars : Wolfgang Wagner (né en 1919), un metteur en scène, directeur du festival de Bayreuth de 1966 à 2008
- 22 mars : Emil Schulz (né en 1938), un boxeur qui a remporté la médaille d'argent aux Jeux olympiques d'été de 1964 dans la catégorie des poids moyens
- 25 mars : Elisabeth Noelle-Neumann (née en 1916), une sociologue
- 30 mars : Alfred Ambs (né en 1923), un as de l'aviation de la Luftwaffe pendant la Seconde Guerre mondiale crédité avec sept victoires aériennes au cours d'environ 75 missions de combat
- 30 mars : Josef Homeyer (né en 1929), un prélat catholique qui fut évêque du diocèse de Hildesheim
- 30 mars : Martin Sandberger (né en 1911), un standartenführer-SS qui fut le commandant du sonderkommando 1a de l'Einsatzgruppe A et chef de la Sicherheitspolizei et du SD en Estonie
- 8 avril : Andreas Kunze (né en 1952), un acteur
- 10 avril : Manfred Reichert (né en 1940), un footballeur
- 12 avril : Werner Schroeter (né en 1945), un cinéaste et metteur en scène de théâtre et d'opéra
- 21 avril : Manfred Kallenbach (né en 1942), un footballeur
- 24 avril : Paul Schäfer (né en 1921), un ancien nazi, fondateur de la colonie Dignidad au Chili, une structure agricole sectaire et recluse composée principalement d'expatriée allemands
- 30 avril : Paul Augustin Mayer (né en 1911), un cardinal de l'Église catholique romaine bénédictin et président émérite de la commission pontificale Ecclesia Dei
- 4 mai : Freddy Kottulinsky (né en 1932), un pilote automobile suédois d'origine allemande
- 17 mai : Ludwig von Friedeburg (né en 1924), un politicien et sociologue qui fut ministre de l'Éducation de Hesse de 1969 à 1974
- 17 mai : Fritz Sennheiser (né en 1912), un ingénieur et entrepreneur, fondateur de Sennheiser
- 24 mai : Anneliese Rothenberger (née en 1924), une soprano
- 11 juin : Sigmar Polke (né en 1941), un artiste
- 18 juin : Hans Joachim Sewering (né en 1916), un médecin qui était membre de la Waffen-SS de 1933 à 1945
- 23 juin : Frank Giering (né en 1971), un acteur
- 28 juin : Willie Huber (né en 1958), un joueur professionnel de hockey sur glace de la Ligue nationale de hockey canadienne d'origine allemande
- 2 juillet : Carl Adam Petri (né en 1926), un mathématicien et informaticien qui fut professeur honoraire de l'Université de Hambourg
- 3 juillet : Herbert Erhardt (né en 1930), un footballeur qui a remporté la coupe du monde de 1954
- 12 juillet : Günter Behnisch (né en 1922), un architecte
- 24 juillet : Theo Albrecht (né en 1922), un homme d'affaires, cofondateur d'ALDI
- 25 juillet : Erich Steidtmann (né en 1914), un officier SS
- 30 juillet : Otto Joachim (né en 1910), un compositeur, violoniste, altiste et chambriste canadien d'origine allemande
- 5 août : Jürgen Oesten (né en 1913), un commandant de U-Boot durant la Seconde Guerre mondiale
- 11 août : Bruno Schleinstein (né en 1932), un acteur et musicien
- 19 août : Gerhard Beil (né en 1926), un politicien de l'Allemagne de l'Est qui fut ministre du Commerce extérieur de 1986 à 1990
- 21 août : Christoph Schlingensief (né en 1960), un réalisateur de cinéma et de théâtre
- 26 août : Walter Wolfrum (né en 1923), un as de l'aviation de la Seconde Guerre mondiale qui a servi au sein de la Luftwaffe crédité de 137 victoires aériennes et décoré de la croix de chevalier de la croix de fer. Après la guerre, il fut un pilote de voltige aérienne et remporta le championnat de 1962 en plus de terminer en seconde position lors de ceux de 1961, 1963, 1964 et 1966.
- 11 septembre : Bärbel Bohley (née en 1945), une figure de l'opposition de la République démocratique allemande et une artiste
- 16 septembre : Frédéric Guillaume de Hohenzollern (né en 1924), un noble, chef de la maison de Hohenzollern de 1965 jusqu'à sa mort
- 18 septembre : Egon Klepsch (né en 1930), un politicien allemand membre de l'Union chrétienne-démocrate et du Parti populaire européen d'origine tchèque qui fut président du Parlement européen de 1992 à 1994
- 14 octobre : Hermann Scheer (né en 1944), un politicien membre du Parti social-démocrate
- 21 octobre : Hannelore Schmidt (née en 1919), une biologiste et environnementaliste, épouse de l'ancien chancelier d'Allemagne Helmut Schmidt
- 5 novembre : Hajo Herrmann (né en 1913), un oberst et pilote de bombardier de la Luftwaffe durant la Seconde Guerre mondiale décoré de la croix de fer. Après la guerre, il fut un défenseur des anciens nazis, négationnistes et des militants politiques d'extrême-droite.
- 10 novembre : Andreas Kirchner (né en 1953), un bobeur de l'Allemagne de l'Est, champion olympique de bob à quatre en 1984
- 20 novembre : Heinz Weiss (né en 1921), un acteur
- 29 novembre : Peter Hofmann (né en 1944), un chanteur
- 7 décembre : Arnold Weiss (en) (né en 1924), un réfugié du Troisième Reich aux États-Unis où il fut un officier des renseignements de l'Office of Strategic Services durant la Seconde Guerre mondiale qui joua un rôle important dans la découverte du testament d'Adolf Hitler
- 17 décembre : Mikhaïl Oumanski (né en 1952), un grand maître international par correspondance du jeu d'échecs d'origine russe